# Деријад
Деријад је у грчкој митологији био краљ Индије.

## Митологија
Био је син речног бога Хидаспа и Хелијаде Астерије (или Астрис). Владао је Индијом када је Дионис напао ту земљу. У рату који је уследио, борио се заједно са својом супругом Орсибојом. Његове кћерке Протоноја и Хиробија су се удале за његове генерале. Деријада је најпре ранио Дионис, а докрајчиле су га Менаде.